# Universidade de Tirana
A Universidade de Tirana (UT) (albanês: Universiteti i Tiranës) é uma universidade pública localizada em Tirana, capital da Albânia.

## História
A Universidade de Tirana (UT) foi fundada em 1957, com o nome de Universidade Estadual de Tirana (Universiteti Shtetëror i Tiranes), através da fusão de cinco institutos existentes de ensino superior, sendo o mais importante dos quais foi o Instituto de Ciências, fundado em 1947. Entre 1985 e 1992, durante o regime comunista, a Universidade de Tirana (UT) foi chamado de Universidade de Tirana Enver Hoxha (Universiteti i Tiranes Enver Hoxha), homenageando o Secretário-geral do
Partido Trabalhista da Albânia Enver Hoxha, morto em 11 de abril de 1985.
A Universidade de Tirana (UT) é a maior e mais prestigiada universidade na Albânia. Ela inclui oito faculdades, 50 departamentos acadêmicos e 41 programas de estudo ou projetos acadêmicos. A maioria dos programas são oferecidos em Tirana, e outros menores estão abrigados em campis afiliados localizados em outras cidades da Albânia, entre as quais Sarandë, no sul, e Kukës, no norte do país.
A universidade possui quase 15 mil estudantes, além de mais de 600 docentes e outros profissionais. O campus atual é urbano e descentralizado. Um novo campus grande e centralizado foi planejado na periferia de Tirana. Dórmitórios para estudantes são agrupados em um local separado, chamado Student City, na região sudeste de Tirana.

## Faculdades e departamentos
- A Faculdade de Medicina tem mais de 5 mil alunos. Organizou um movimento para se separar da universidade e formar uma escola independente [3]. Ela inclui:
  - Medicina;
  - Odontologia; e
  - Farmácia.
- Faculdade de Ciências Sociais:
  - Filosofia-Sociologia;
  - Psicologia; e
  - Seguridade Social.
- Faculdade de Ciências Naturais:
  - Matemática;
  - Física;
  - Química;
  - Biologia;
  - Ciência da Computação;e
  - Farmacologia.
- Faculdade de História e Filologia:
  - História;
  - Geografia;
  - Linguística Albanesa;
  - Literatura Albanesa;e
  - Jornalismo.
- Faculdade de Direito
- Faculdade de Ciências Econômicas:
  - Informática de Negócios;
  - Finanças-Contabilidade; Curso com melhor posição no ranking e também o mais concorrido, que já formou profissionais de alta qualidade. Muitos alunos tiveram sucesso depois no exterior com diplomas de Mestrado e Ph.D..
  - Economia;
  - Administração;
  - Marketing; e
  - Turismologia.
- Faculdade de Línguas Estrangeiras:
  - Inglês;
  - Francês;
  - Grego;
  - Italiano;
  - Espanhol;
  - Alemão;
  - Turco;
  - Russo;
  - Línguas Balcânicas; e
  - Chinês.
- Departamento de Educação Física